# Caprella sabineae
Caprella sabineae is een vlokreeftensoort uit de familie van de Caprellidae. De wetenschappelijke naam van de soort is voor het eerst geldig gepubliceerd in 2003 door Guerra-García & García-Gómez.